# بياعة الورد (فلم)
بياعة الورد هو فيلم مصري عرض عام 1959، بطولة تحية كاريوكا ومحسن سرحان ومحمود إسماعيل وسميحة أيوب، ومن تأليف وإخراج محمود إسماعيل.

## قصة الفيلم
ترغب وردة (سميحة أيوب) في العناية بأخوتها اليتامى بعد وفاة الأب، تقرر وردة أن تعيد افتتاح محل الورد الذي كان يملكه والدها حتى تستطيع الإنفاق على البيت، تجد وردة نفسها وسط علاقة مضطربة بين امتثال (تحية كاريوكا) وعزت (محسن سرحان) الذي تعرفت عليه عندما أتى ليشتري منها وردًا، نكتشف أن هناك عصابة إجرامية تقف وراء امتثال وتتحكم بها، تتعلق وردة بعزت وتشعر بأنه الرجل الذي سيمنحها الحب الذي تفتقده، تتصاعد مجريات الصراع وتتشابك الأحداث وسط أجواءٍ من الحب والخيانة والجريمة.

## طاقم التمثيل
- تحية كاريوكا: (امتثال)
- محسن سرحان: (عزت)
- محمود إسماعيل: (عنتر)
- سميحة أيوب: (وردة)
- فردوس محمد: (والدة وردة)
- لطفي عبد الحميد: (معمع)
- محمد السبع: (إبراهيم- من رجال عنتر)
- حسين عيسى: (من رجال عنتر)
- عبد الغني النجدي: (طلعت)
- صالحة قاصين: (والدة معمع)
- عبد الحميد بدوي
- محمد صبيح: (كرم - من رجال عنتر)
- أحمد سعيد: (حبشي)
- خيرية خيري: (الدادة زينب - المربية)
- سعد زغلول
- عبد الله غيث
- أنور مدكور
- راوية: (غناء)
- شفيق جلال: (غناء)
- جمعة إدريس: (بواب)
- صبري عبد العزيز: (زبون الورد)
- محمود كامل: (ساعي البنك)

## فريق العمل
- إخراج: محمود إسماعيل
- تأليف: محمود إسماعيل
- مدير التصوير: عبد العزيز فهمي
- مونتاج: سعيد الشيخ
- موسيقى تصويرية: فؤاد الظاهري
- إنتاج: أفلام النور العربية (عبد الفتاح منسي)
- توزيع: أفلام النور العربية
- تأليف الأغنية: فتحي قورة
- تلحين الأغنية: عزت الجاهلي
- موسيقى الرقصة: عطية شرارة